# Nancy Chaney
Nancy Chaney (* 1955 in Seattle, Washington) ist die Bürgermeisterin von Moscow im US-Bundesstaat Idaho.
Geboren in Seattle und zuerst aufgewachsen bei San Francisco besuchte Nancy Chaney High School und College in Boise, Idaho. 1977 schloss sie die Ausbildung zur Krankenschwester ab, 1979 folgte ein Bachelor in Psychologie an der Boise State University. 1980 zog Chaney nach Moscow und arbeitete als Krankenschwester, bis sie 2002 an der dortigen University of Idaho ein Masterstudium in Umweltwissenschaften erfolgreich beendete. Seit 1998 betreibt sie mit ihrem Mann ein Unternehmen das veterinärmedizinische Augenheilmittel vertreibt.
Zur Kommunalpolitik fand Nancy Chaney nach ihrem Masterstudium. Ab 2003 war sie im Stadtrat von Moskow. Im November 2005 wurde Chaney mit 51,78 % der Stimmen erstmals zur Bürgermeisterin gewählt, die Wiederwahl vier Jahre später (2009) gewann sie knapper mit nur vierzig Stimmen Vorsprung oder 50,48 %. Als Bürgermeisterin setzt sie sich unter anderem für Gesundheits- und Umweltbelange ein. So nimmt Moscow am von Michelle Obama initiierten Programm Let's Move! Cities, Towns and Counties, welches für eine gesunde Ernährung von Kindern sorgen soll, teil. Zusammen mit anderen dieses Programm unterstützenden Kommunalpolitikern war Nancy Chaney auch im Weißen Haus eingeladen.